# Baan (Haarlem)
De Baan is een straat in Haarlem. De straat ligt net ten noorden van het Frederikspark in de buurt Welgelegen in het stadsdeel Haarlem Zuid-West en verbindt de Kleine Houtweg met het Houtplein. 

## Naam
- Een baan is een afgesloten effen terrein. De term wordt onder andere teruggevonden in aanduidingen als lijnbaan, kegelbaan, kolfbaan, maliebaan, enzovoort.
- De Baan heeft de kortste en enige straatnaam met 4 letters in de gemeente Haarlem.

## Geschiedenis
De Baan komt al voor in vermeldingen uit 1346-1347: "het dorre hout op de baen verkocht". Oorspronkelijk was de Baan het hele gebied tussen de Stadsbuitensingel en Den Hout en de Kleine en Grote Houtwegen. Op 20 februari 1390 schonk de hertog Albrecht van Beieren de Baan aan de Haarlemmers. In een verponding uit 1660 (buitenkaartieren) wordt 'de Baen ofte het Colffvelt' genoemd.
Over verloop van tijd raakte dit veld steeds meer bebouwd, voornamelijk met hofstedes. De grootste hiervan was hofstede Welgelegen, gebouwd voor bankier Henry Hope in 1788. In 1801 werd dit 'Paviljoen Welgelegen' het paleis voor koning Lodewijk Napoleon van Holland. Ter vergroting van zijn park verkreeg Lodewijk voor 600 gulden nog een ander deel van de Baan. Dit gedeelte werd door de gemeente Haarlem afgestaan en was bedoeld voor aanleg van een botanische tuin. Door zijn kortstondig verblijf kwam daar niets van terecht. 

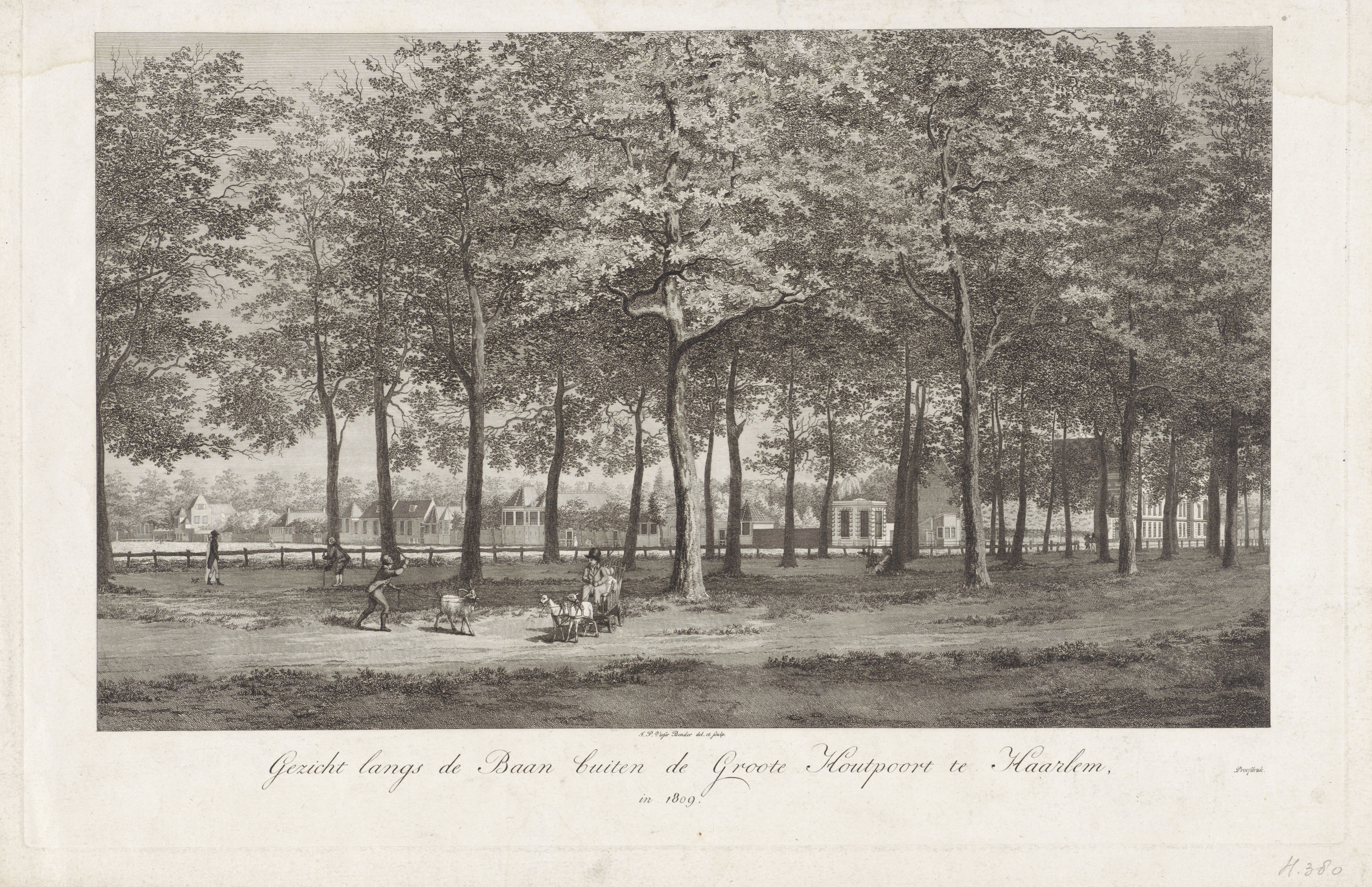
Gezicht vanaf de Dreef over de Baan of Koekamp op de buitenplaatsjes aan de rand van de carré, die wel wordt aangeduid met Krommelaancomplex. Op de achtergrond rechts Paviljoen Welgelegen op de hoek van de Dreef en de Paviljoenslaan. Op de voorgrond twee jongens met een geit en een bokkenwagen, anno 1809

Deze tuin heette de Prinsessetuin, tussen 1814 en 1820 toen prinses Wilhelmina, de weduwe van Willem V op het Paviljoen woonde. In 1832 werd het gedeelte van de tuin dat in 1808 was verkocht weer aan de stad Haarlem overgedragen. De stad bestemde dit gebied in 1833 tot een wandelplaats, Koekamp genaamd, vanwege het weiland voor koeien dat er deel van uit maakte. In 1876 kreeg het park de huidige naam Frederikspark. Van de oude Baan is alleen nog het laantje over dat deze naam draagt. Ten noorden van deze laan lagen naast kleine buitens en optrekjes ook vele kwekerijen en bloemisterijen. Op een kaart uit 1822 heette deze laan Paviljoenslaan, maar op een kaart uit 1828 werd de laan Baanlaan genoemd. Op kaarten uit 1878 en 1905 is dat echter de naam van een zijlaantje van de Baan richting Gasthuissingel, dat later verdween.

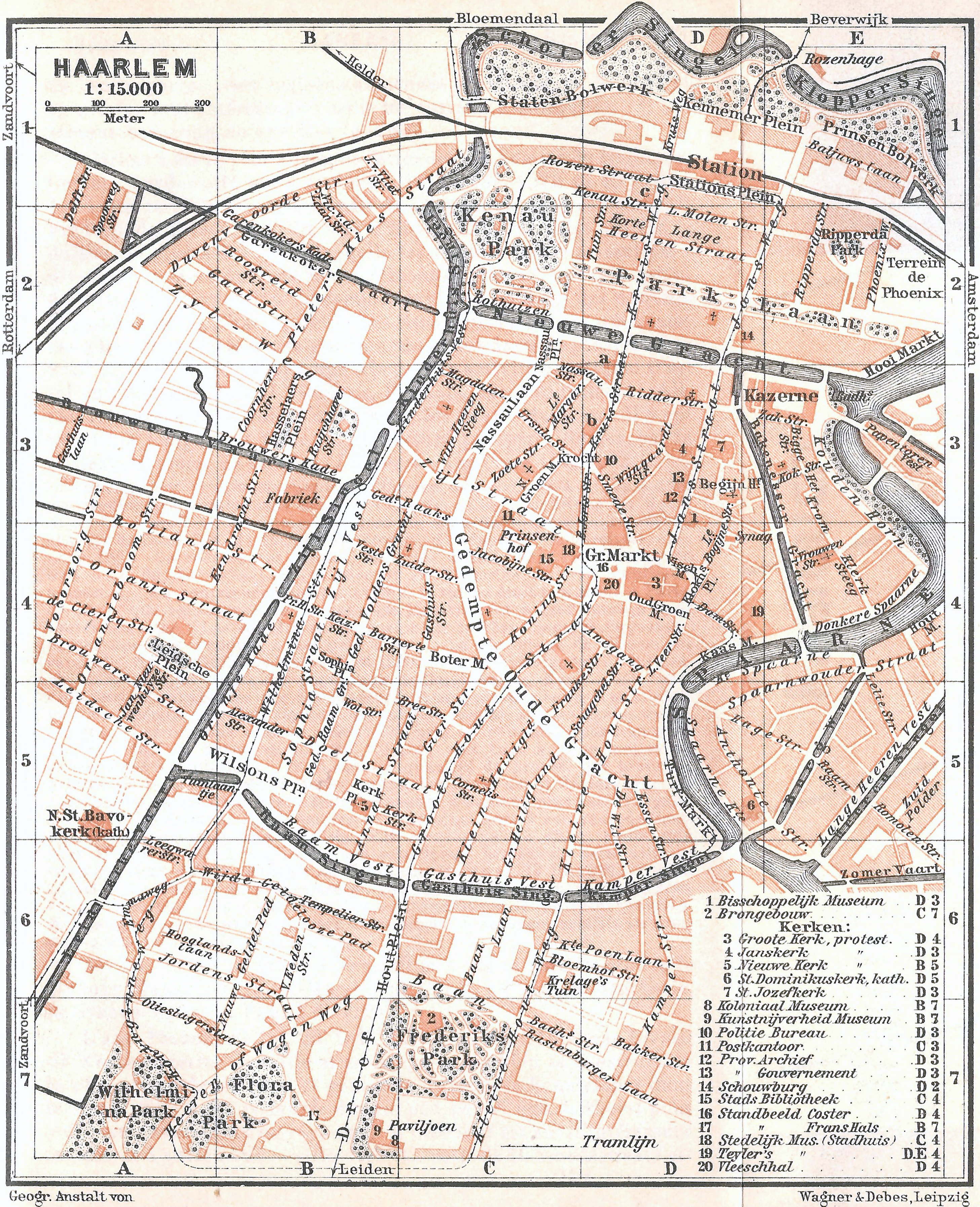
De Baanlaan is op deze kaart uit 1905 te zien als zijstraat tussen de Baan en Gasthuissingel